# Descriptio puellae
Descriptio puellae (del llatí «descripció de la jove» o «descripció de la dama») és un tòpic literari que consisteix a fer una enumeració gradual, habitualment en ordre descendent, de les característiques d'una dona, normalment dotant-la de trets summament idealitzats, de manera que la bellesa de la dama pot arribar a sublimar-se i convertir-se en símbol d'una bellesa que eleva espiritualment. És un tòpic molt antic ja present en la Bíblia (Càntic dels càntics) i especialment explotat en la literatura medieval i en la renaixentista. Continuà durant la literatura espanyola del Barroc de la mà de poetes com Luis de Góngora i Lope de Vega, entre d'altres.

## Renaixement hispànic

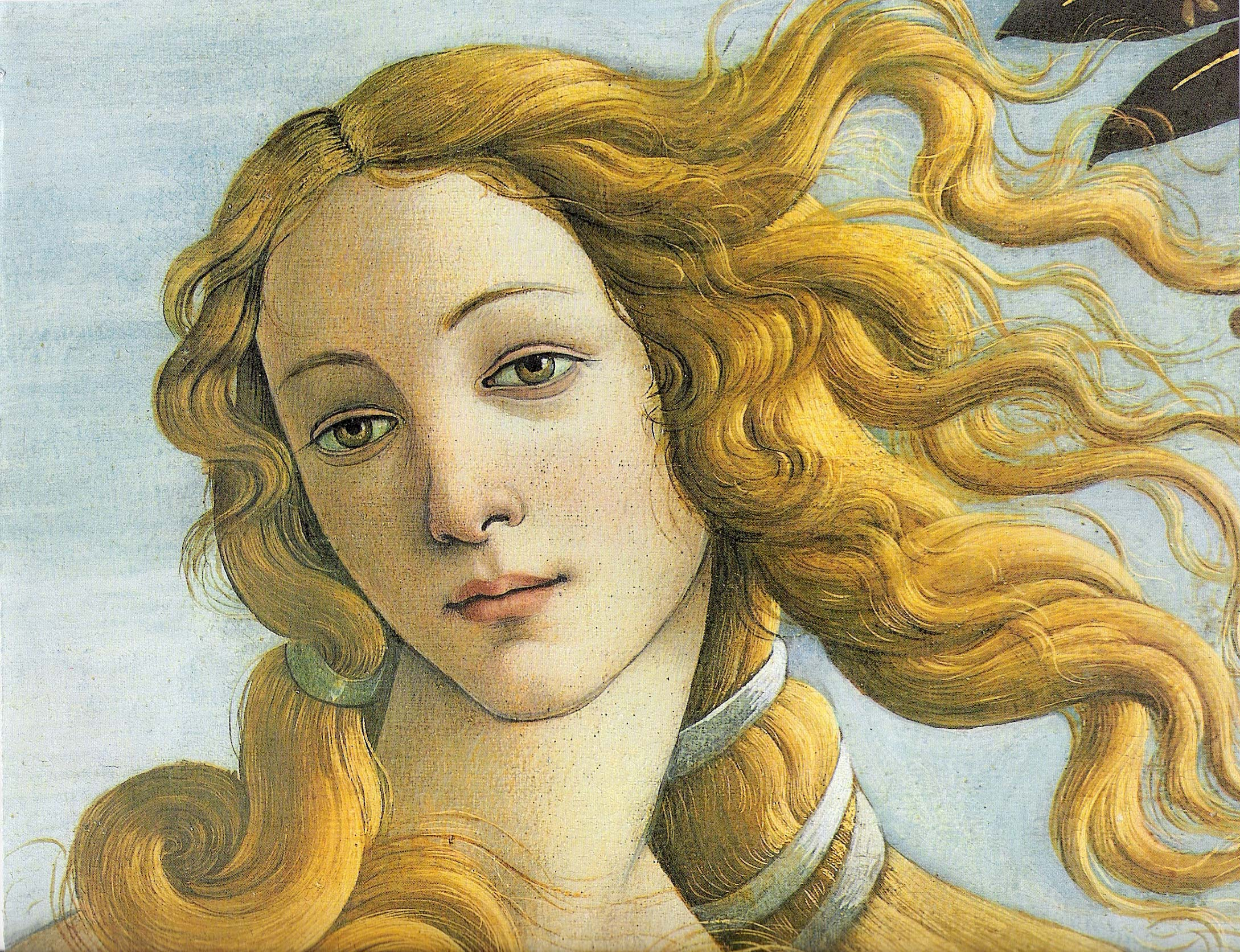
El naixement de Venus, de Botticelli, exemple de bellesa petrarquista.

Durant el Renaixement, la descripció de l'estimada seguia habitualment el cànon de bellesa petrarquista, que trobem també en la pintura de l'època: llarga cabellera rossa, front ample i clar, ulls clars i mirada serena, llavis vermells i pell clara. En la literatura era habitual l'ús d'imatges visuals i plàstiques per a reforçar aquesta descripció (or per als cabells, joies i pedres precioses per als ulls i els llavis, neu i ivori per al color de la pell...), enllaçant així amb un altre tòpic renaixentista: ut pictura poesis.
Aquest ideal de bellesa, que passarà a formar part de la poesia espanyola fonamentalment a través dels versos de Joan Boscà i Garcilaso de la Vega, apareixerà amb freqüència en la poesia del Renaixement hispànic, de la mà de diversos autors que utilitzaran la descriptio puellae per a retratar les dames dels seus poemes.

## Exemples
- Garcilaso de la Vega utilitza la descriptio puellae en diversos dels seus sonets, com el XIII o, més clarament, el XXIII:[2]

| « | En tanto que de rosa y azucena se muestra la color en vuestro gesto, y que vuestro mirar ardiente, honesto, enciende al corazón y lo refrena; y en tanto que el cabello, que en la vena del oro se escogió, con vuelo presto por el hermoso cuello blanco, enhiesto, el viento mueve, esparce y desordena; coged de vuestra alegre primavera el dulce fruto, antes que el tiempo airado cubra de nieve la hermosa cumbre. Marchitará la rosa el viento helado, todo lo mudará la edad ligera por no hacer mudanza en su costumbre. | » |

- Fernando de Herrera fa ús d'aquest tipus de descripció en el seu sonet XXXIII:[3]

| « | Ardientes hebras, do s' ilustra el oro, de celestial ambrosía rociädo, tanto mi gloria sois y mi cuidado, cuanto sois del Amor mayor tesoro. Luzes, qu' al estrellado y alto coro prestáis el bello resplandor sagrado, cuanto es Amor por vos más estimado, tanto umilmente os onro más y adoro. Purpúreas rosas, perlas d' Oriente, marfil terso, y angélica armonía, cuanto os contemplo, tanto en vos m' inflamo; y cuanta pena l'alma por vos siente, tanto es mayor valor y gloria mía; y tanto os temo, cuanto más os amo. | » |

- Trobem un altre exemple en el sonet XXXI de Luis de Góngora:[4]

| « | Mientras por competir con tu cabello, oro bruñido el Sol relumbra en vano, mientras con menosprecio en medio el llano mira tu blanca frente el lilio bello; mientras a cada labio, por cogello, siguen más ojos que al clavel temprano, y mientras triunfa con desdén lozano del luciente cristal tu gentil cuello; goza cuello, cabello, labio y frente, antes que lo que fue en tu edad dorada oro, lilio, clavel, cristal luciente, no solo en plata o viola truncada se vuelva, mas tú y ello juntamente en tierra, en humo, en polvo, en sombra, en nada. | » |

- Un clar exemple de descriptio pullae en un sonet de Lope de Vega:[5]

| « | No queda más lustroso y cristalino por altas sierras el arroyo helado, ni está más negro el ébano labrado, ni más azul la flor del verde lino. Más rubio el oro que de Oriente vino, ni más puro lascivo y regalado espira olor el ámbar estimado, ni está en la concha el carmesí más fino. Que frente, cejas, ojos y cabellos, aliento y boca de mi Ninfa bella, angélica figura en vista humana. Que puesto que ella se parece a ellos, vivos están allí, muertos sin ella, cristal, ébano, lino, oro, ámbar, grana. | » |